# رنگ روغن

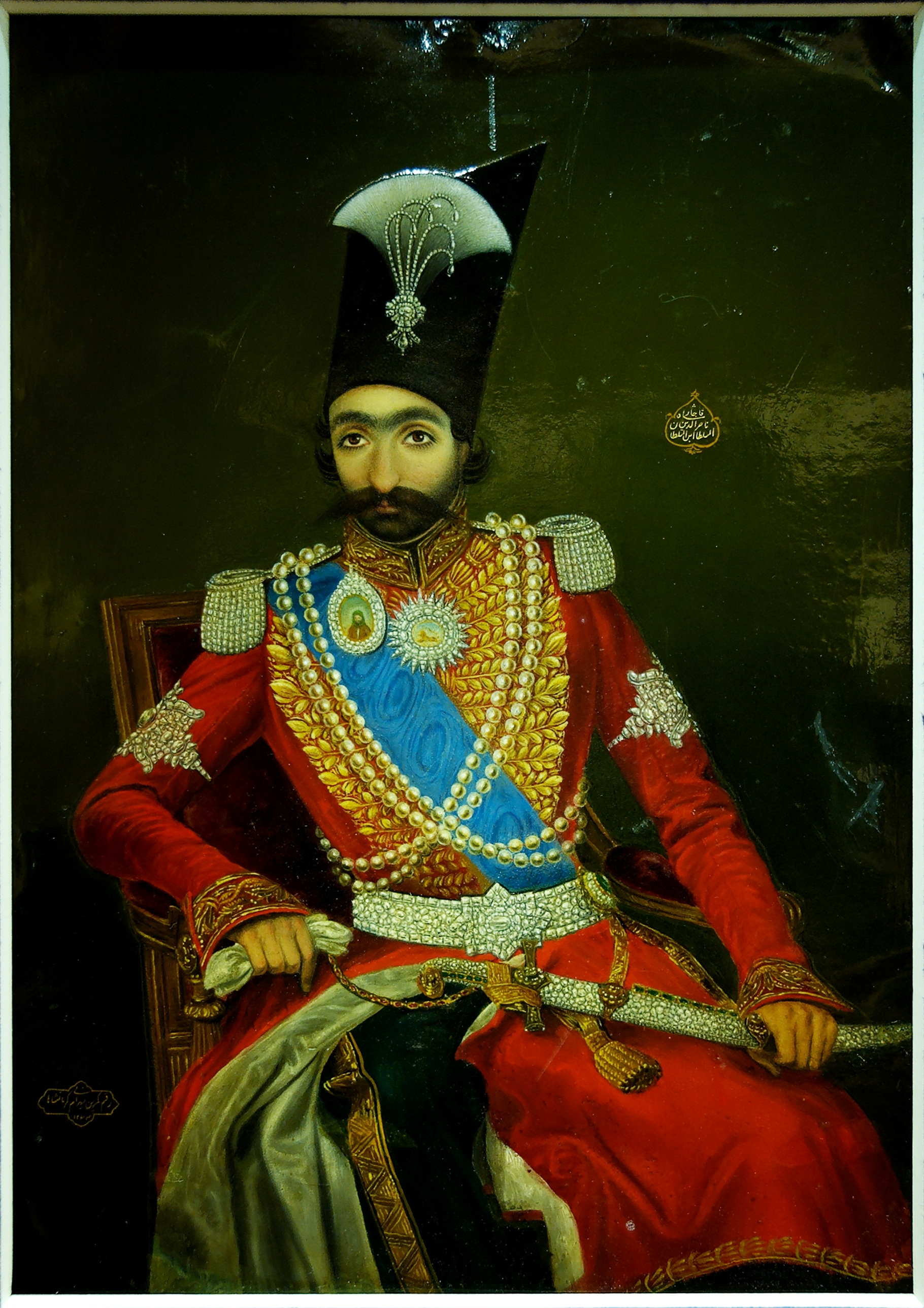
ناصرالدین شاه در جوانی (نقاشی رنگ روغن)

رنگ روغن یا نقاشی روغن یکی از مواد به‌کار رفته در نقاشی و همچنین نام دسته‌ای از تکنیک‌های نقاشی است که از این ماده استفاده می‌کنند.
روغن به کار رفته در رنگ روغن با روش‌های مختلف تولید می‌شود که رایج‌ترین آنها، جوشاندن بذر گیاه کتان و گرفتن روغن آن است. سپس این روغن را با مواد رنگی مخلوط می‌کنند. رنگ‌دانه‌ها نیز معمولاً با پایه سرب و کادمیوم یا سنتتیک و پلیمری هستند.همچنین برای استفاده از رنگ روغن در نقاشی، از حلال‌های گوناگونی از جمله تینر و روغن‌های گیاهی استفاده می‌شود. امروزه مکمل‌های گوناگونی برای استفادهٔ بهتر از رنگ روغن ساخته شده‌اند که نقاشان بر اساس سبک و هدف خود از آن‌ها بهره می‌گیرند. رنگ روغن به عنوان رنگ پایهٔ روغن، دارای ویژگی‌های متفاوتی است که آن را ماندگار و پر استفاده کرده. به طوری که بخش زیادی از نقاشی‌هایی که از گذشته‌های دور به جا مانده‌اند را نقاشی‌های رنگ روغنی تشکیل می دهند. مارک‌های مختلف ساخت رنگ در تلاش هستند تا رنگ روغن‌هایی با رنگ دانه‌های قویتر و یکدست تری را تولید کنند.
برای پاک کردن رنگ روغن از تینر استفاده می‌شود.
روغن به کار رفته در رنگ روغن از مواد متفاوت و با روش‌های مختلف تولید می‌شود که رایج‌ترین آن‌ها روغن بزرک، روغن دانهٔ خشخاش، روغن گردو و روغن گلرنگ است.انتخاب نوع روغن با توجه به طیف وسیع خواص آن، مانند مقدار زمان زرد یا خشک شدن روغن صورت می‌گیرد. همچنین تفاوت‌های مشخص روغن‌ها در درخشندگی رنگ‌ها قابل مشاهده است. یک هنرمند ممکن است از چندین روغن مختلف در یک نقاشی بسته به نوع رنگدانه و اثرات مطلوب روغن استفاده کند.

## تاریخچه

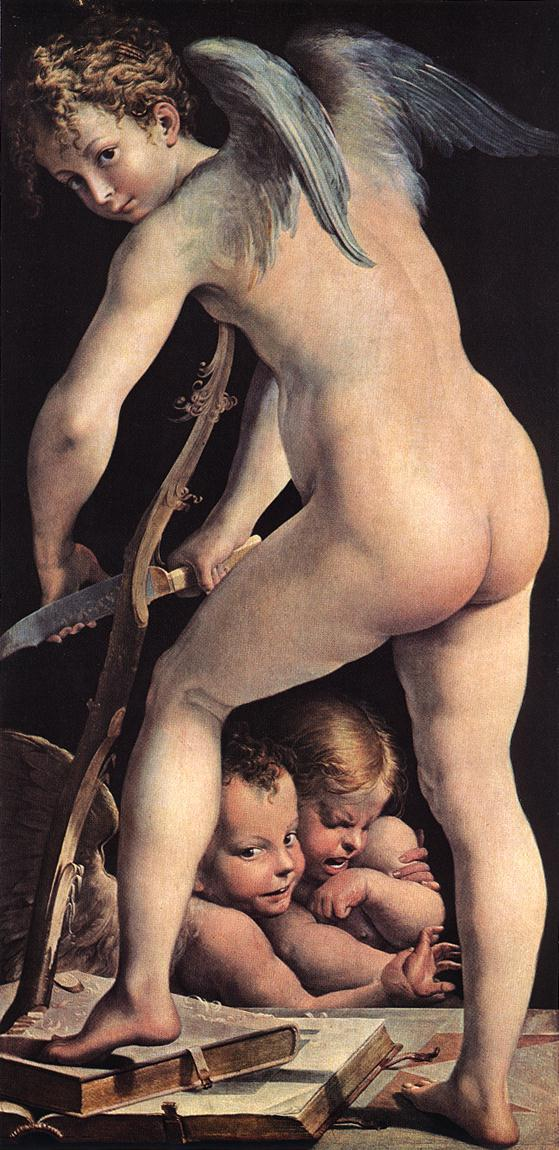
کوپید کمانش را می‌سازد، اثر هنری رنگ روغن توسط پارمیجانینو

از حدود ۱۴۰۰ م به بعد به نقاشی ای مستقل از دیوار برمی‌خوریم که آن را تابلوی رنگ روغن می‌نامیم. کشیشی به نام گوت فیلد با بهره‌گیری از آثار هنر شرقی (چین) که توسط شرق شناسان به اروپای شمالی رسیده بود که در آن نقاشان چینی روی نقاشی ای را که رنگ شده بود، لاک (صمغ عربی) می‌کشیدند تا جلای نقاشی از بین نرود. گوت فیلد برای اولین بار به جای ترکیب رنگ (پیگمنت پودر) با آب و زرده تخم مرغ از روغن بزرک Linseed Oil استفاده کرد. سپس برادران وان آیک Eyck (یان و هوبرت) با تأثیر از استاد فلاماندری رنگ روغن با تأسی از گوت فیلد رواج دادند. وان آیک با تابلوی رنگ روغن خود به نام جوانی آرنولفینی و نوعروسش در سال ۱۴۳۴م مشهوریتی بهم زد. از این مقطع به بعد،ما به جای دیوار یا تخته چوب به عنوان ساپورت یا تکیه گاه، بوم ساخته شده با متقال را داریم که به آن کانواس Canvas گویند. آنتونلو و جووانی بلینی Bellini (1516. 1430 م، بنیانگذار مکتب ونیز) دو نقاش ونیزی، روش رنگ روغن را از اروپای شمالی به ایتالیا می‌آورند که روش کارشان کاربرد صمغ در رنگ روغن است. بوم به شکل امروزی خود به سال ۱۵۲۰ م در ونیز عمومیت کامل یافته و به جای حرفه تخته نقاشی سازی، حرفه‌ای به نام بوم‌سازی رایج شد.
نخستین نمونه‌های نقاشی رنگ روغن نقش‌های بودا در غارهای بامیان (مناطق مرکزی افغانستان) است که در سال‌های 650 میلادی ترسیم شده‌اند.

## انواع رنگ روغن
رنگ روغن بر دو نوع می‌باشد:
- مات
- براق

رنگ روغن براق: دوام وماندگاری این نوع نقاشی،نسبت به رنگ روغن مات بیشتر است. به همین خاطر در مواردی که بیشتر در معرض نور آفتاب قرار دارند و همچنین دربهای آهنی را باید با استفاده از رنگ روغنی براق نقاشی نمود. 
رنگ روغن مات: از این نوع رنگ در داخل ساختمان و بر روی سطوح گچی و بیشتر روی کارهایی که از نظر زیرسازی ایراد دارد و قابلیت ترمیم آن مشکل است انجام می دهند تا شکل و ایراد کار با رنگ‌آمیزی روغنی مات بر طرف گردد.